# 東村駅 (韓国鉄道公社)
東村駅 （トンチョンえき）は、大韓民国大邱広域市東区にかつて存在した韓国鉄道公社の駅である。

## 路線
- 韓国鉄道公社
  - 大邱線

## 歴史
- 1917年12月24日 - 開業[1]。
- 2008年5月15日 - 廃駅[2]。

## 隣の駅
大邱線
東大邱駅 - 東村駅 - 新坪駅